# Shine (album de Bond)
Pour les articles homonymes, voir Shine.
Shine est le deuxième album du quatuor britannico-australien Bond
| R.-U. et Japon | États-Unis | Titre            | Composé par                                                    |
| -------------- | ---------- | ---------------- | -------------------------------------------------------------- |
| 1              | 1          | Allegretto       | Karl Jenkins, arr. Orion and the Beatmasters                   |
| 2              | 2          | Shine            | Magnus Fiennes                                                 |
| 3              | 3          | Fuego            | Tonci Huljic                                                   |
| 4              | 4          | Strange Paradise | Alexander Borodin                                              |
| 5              | 5          | Speed            | Stuart Crichton, arr. Stuart 7" mix                            |
| 6              | 6          | Big Love Adagio  | Tomaso Albinoni, arr. Magnus Fiennes/Stuart Crichton/bond      |
| 7              | 7          | Kashmir          | Robert Plant/Jimmy Page                                        |
| 8              | 8          | Gypsy Rhapsody   | Tonci Huljic                                                   |
| 9              | 9          | Libertango       | Astor Piazzolla                                                |
| 10             | 10         | Sahara           | Haylie Ecker                                                   |
| 11             | 11         | Ride             | Eos Chater                                                     |
| 12             | 12         | Space            | Martin Glover                                                  |
| 13             |            | Odyssey          | Tania Davis                                                    |
| 14             | 13         | Bond On Bond     | Monty Norman (adapté du James Bond Theme), arr. Adapted Wherry |